# Фариноле
Фариноле (фр. Farinole, корс. Ferringule) — коммуна во Франции, находится в регионе Корсика. Департамент коммуны — Верхняя Корсика. Входит в состав кантона Кап-Корс. Округ коммуны — Бастия.
Код INSEE коммуны — 2B109.

## Население
Население коммуны на 2008 год составляло 216 человек.
| 1962 | 1968 | 1975 | 1982 | 1990 | 1999 | 2008 |
| ---- | ---- | ---- | ---- | ---- | ---- | ---- |
| 115  | 121  | 131  | 148  | 176  | 179  | 216  |

## Экономика
В 2007 году среди 129 человек в трудоспособном возрасте (15—64 лет) 74 были экономически активными, 55 — неактивными (показатель активности — 57,4 %, в 1999 году было 61,9 %). Из 74 активных работали 64 человека (45 мужчин и 19 женщин), безработных было 10 (2 мужчины и 8 женщин). Среди 55 неактивных 12 человек были учениками или студентами, 20 — пенсионерами, 23 были неактивными по другим причинам.

## Фотогалерея
- Фариноле
- Генуэзская башня
- Винный маршрут